# Hazel Nali
Hazel Natasha Nali (* 4. April 1998 in Lusaka) ist eine sambische Fußballtorhüterin.

## Karriere

### Klub
Im Jahr 2014 war sie für die Chibolya Queens aktiv sowie später im Jahr 2016 für die Indeni Roses.
Von den Green Buffaloes wechselte sie zur Saison 2019/20 nach Israel, wo sie sich Hapoel Be’er Scheva anschloss. Seit Anfang 2022 steht sie nun in der Türkei bei Fatih Vatanspor unter Vertrag.

### Nationalmannschaft
Mit der sambischen U17 nahm sie an der Weltmeisterschaft 2014 teil und hütete hier in allen drei Spielen der Mannschaft das Tor.
Bei der sambischen A-Nationalmannschaft wurde sie dann auch erstmals für die Afrikameisterschaft 2014 nominiert. Weitere Turniere, für die sie nominiert wurde, waren dann der Afrika-Cup 2018 sowie die COSAFA Women’s Championship 2020. Auch war sie Teil des Teams beim Olympiaturnier der Spiele 2020 und stand hier in allen drei Partien in der Startelf. Lediglich im letzten Spiel musste sie zur 18. Minute verletzt raus und wurde von Ng’ambo Musole ersetzt. Auch beim Afrika-Cup 2022 war sie dann Stammtorhüterin, kam jedoch nicht bei der Halbfinalniederlage zum Einsatz, hier hütete Catherine Musonda statt ihr das Tor.
Am 3. Juli 2023 wurde sie für den Kader der Mannschaft bei der Weltmeisterschaft 2023 nominiert. Am 12. Juli wurde bekannt gegeben, dass sie verletzungsbedingt ausfällt.